# Réserve naturelle du Iougan
La Réserve naturelle de Yugansky (en russe : Юганский ) est un zapovednik russe (réserve écologique stricte) situé dans le bassin de la Grande Iougan, un affluent gauche du grand fleuve Ob. La réserve se trouve dans la partie centrale de la plaine de Sibérie occidentale, dans la partie sud des plaines du Moyen Ob. Il est situé dans le district de Surgutsky de l'Okroug autonome de Khantys-Mansis, à environ 500 km au nord de la ville d'Omsk. La réserve a été créée en 1982 et couvre une superficie de 6 486 km² ,. 

## Topographie
La réserve Yugansky est située dans les basses terres du sud de Sredneobskaya. Les terres sont principalement constituées de vallées fluviales étroites et de vastes zones humides. Les terrains boisés couvraient 64% des zones protégées. Le couvert forestier n'est que de 36%; le reste est marécageux . 

## Faune et flore
La réserve de Yugansky est principalement constituée de plaines inondables, couvertes de forêts d'épinettes, de cèdre et de sapin  . La réserve abrite 40 espèces de mammifères, dont plus de la moitié sont des rongeurs. Les grands mammifères sont représentés par l'ours, le lynx et le carcajou. Les herbivores comprennent les wapitis et les rennes des forêts. 

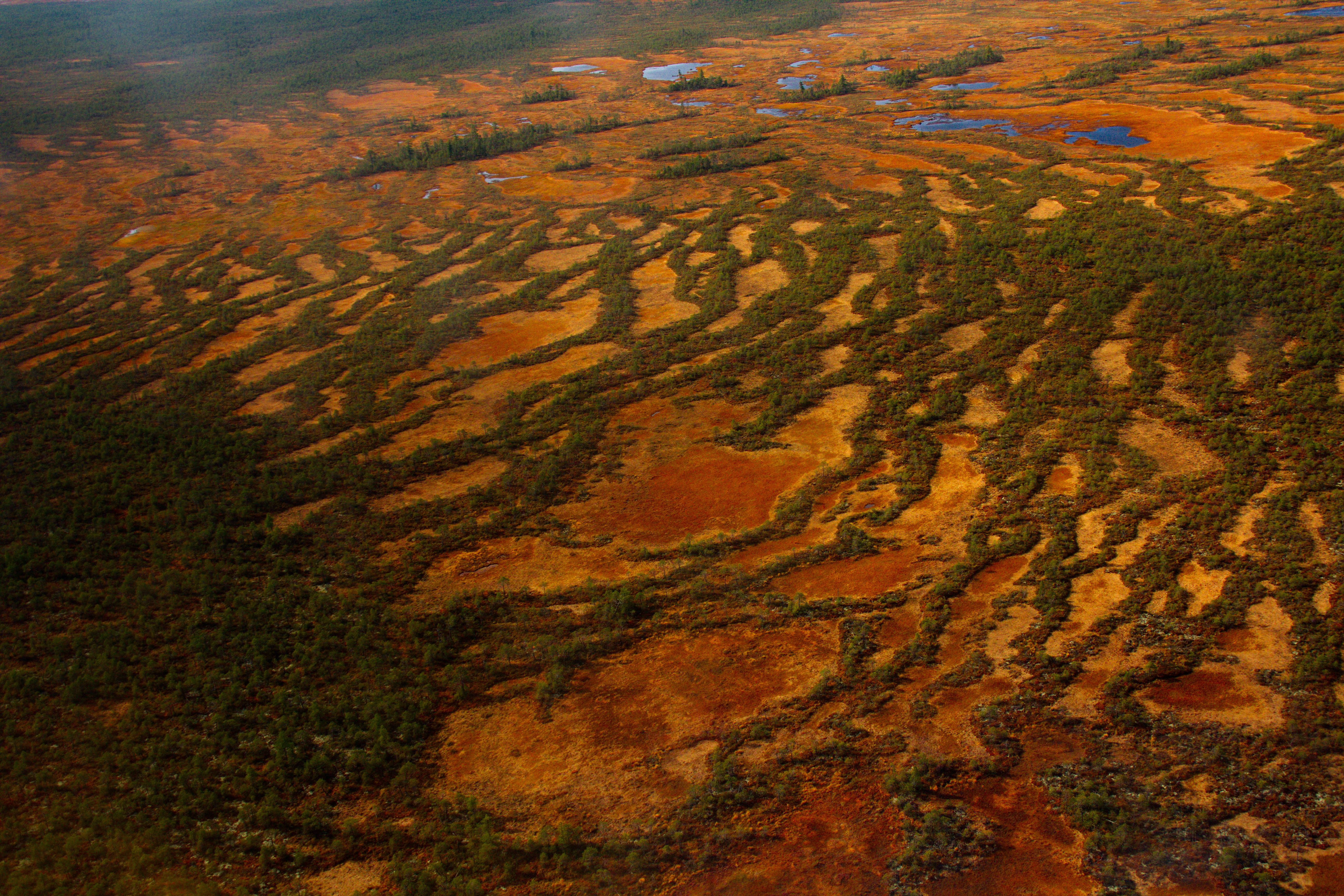
Tourbière, vue aérienne, Réserve naturelle Yugansky

## Écotourisme
En tant que réserve naturelle stricte, la réserve de Yugansky est principalement fermée au grand public, bien que les scientifiques et ceux qui ont des objectifs «d'éducation environnementale» puissent prendre des dispositions avec le parc pour des visites. Il y a un petit musée de la nature géré par la réserve dans le village pour l'éducation du public. La direction a ouvert une route «écotouristique» vers l'une des zones marécageuses ouverte au public sur rendez-vous. Cependant, la réserve est éloignée et loin des transports en commun, et prévoit mener la plupart de ses activités d'éco-éducation par le biais de médias en ligne et virtuels. Le bureau principal se trouve dans le village d'Ugut. La ville la plus proche est Surgut, à 300 km au nord . 

## Voir également
- Liste des réserves naturelles russes (classe 1a «zapovedniks»)
- Parcs nationaux de Russie
- Zones protégées de la Russie